# Sommet du G8 de 2013
Pour un article plus général, voir Sommet du G8.
Le sommet du G8 2013 est la 39e réunion du G8 entre les dirigeants des sept pays les plus industrialisés et la Russie, les 17 et 18 juin 2013, dans un hôtel 5 étoiles sur la rive du Lough Erne en Irlande du Nord. Le Royaume-Uni accueille ce sommet pour la sixième fois après Londres en 1977, 1984 et 1991, Birmingham en 1998 et Gleneagles en 2005.
Ce sommet est notamment l'occasion pour les dirigeants présents d'aborder les sujets qui ont marqué l'actualité de la première moitié de l'année 2013. La décision d'organiser ce forum en Irlande du Nord est contestée par une vague de protestation dans cette nation constitutive.

## Participants

### Dirigeants du G8

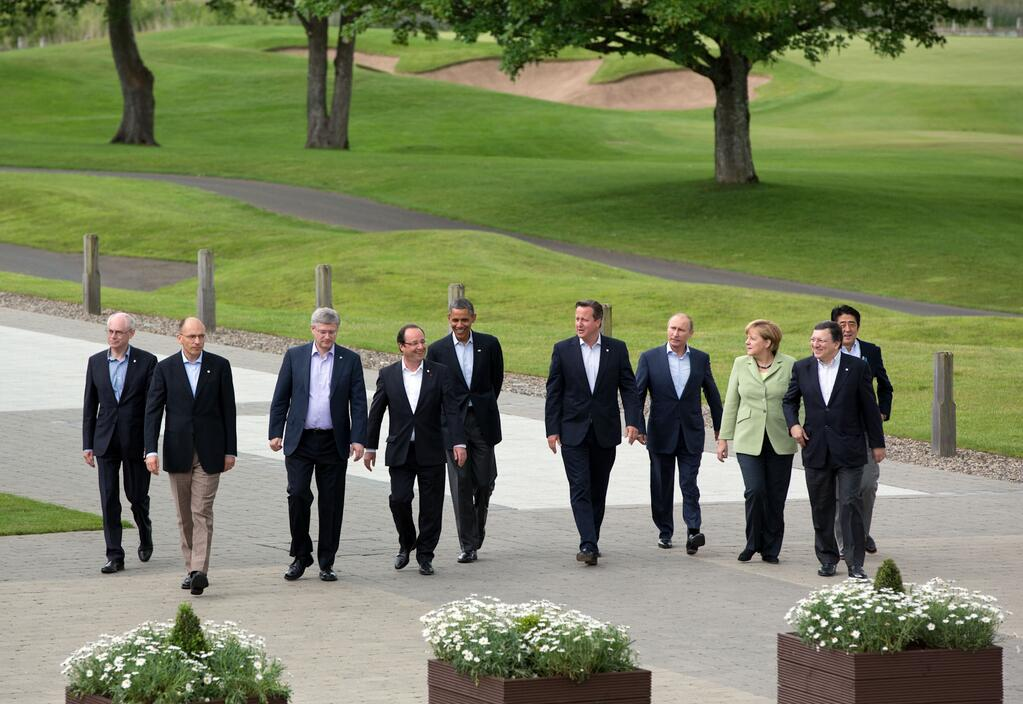
Photo des dirigeants présents au sommet.

| Participants au G8     |             |                   |                      |
| Membre                 | Membre      | Représenté par    | Fonction             |
| Drapeau du Canada      | Canada      | Stephen Harper    | Premier ministre     |
| Drapeau de la France   | France      | François Hollande | Président            |
| Drapeau de l'Allemagne | Allemagne   | Angela Merkel     | Chancelière          |
| Drapeau de l'Italie    | Italie      | Enrico Letta      | Président du Conseil |
| Drapeau du Japon       | Japon       | Shinzō Abe        | Premier ministre     |
| Drapeau du Royaume-Uni | Royaume-Uni | David Cameron     | Premier ministre     |
| Drapeau de la Russie   | Russie      | Vladimir Poutine  | Président            |
| Drapeau des États-Unis | États-Unis  | Barack Obama      | Président            |

### Instances internationales
- Union européenne – Président de la Commission européenne, José Manuel Durão Barroso ; président du Conseil européen, Herman Van Rompuy.

## Une charte pour l'Open data au G8 2013
Le 18 juin 2013, les chefs d'État du G8 ont adopté et signé une Charte du G8 pour l'ouverture des données publiques ; 
Dans un esprit d'ouverture et de transparence, cette charte pose les principes d'une donnée publique à désormais considérer comme « ouvertes par défaut » (sauf cas particulier liés à la défense et à la sécurité) ; cette donnée doit être mise à disposition « de qualité et en quantité ; accessibles et réutilisables par tous », gratuitement et avec une libre réutilisation pour tous. 
Les formats ouverts et non-propriétaires seront privilégiés et la charte encourage l’accès de tous à cette information, tout en promouvant l'innovation (entrepreneuriale, citoyenne et sociale). 
Elle engage les États signataires à produire un « plan d'action national » avant fin 2013, et à mettre en œuvre (dans les 2 ans qui suivent (avant la fin 2015) tous les engagements collectifs détaillés dans l'annexe technique jointe à la charte.. Une évaluation des progrès sera faite au G8 de 2014.
Un communiqué commun des Chefs d’État a expliqué que « cette Charte contribuera à accroître la quantité de données publiques ouvertes dans les secteurs essentiels de l'action publique, comme la santé, l'environnement ou les transports ; à soutenir le débat démocratique ; et à faire en sorte de faciliter la réutilisation des données publiées". Pour les États-membres du G8, "l'ouverture des données publiques est une ressource essentielle à l'âge de l’information »,. 
Cette charte doit être appliquée en France par « Etalab », service placé aux côtés du premier ministre et chargé de la question de l'ouverture des données publiques en France.

## Annexe